# فاطمه بنت اقرع
فاطمه بنت حسن بن علی عطار معروف به بنت اقرع (د ۴۸۰ق/۱۰۸۷م) از خوشنویسان دستگاه خلافت عباسیان در سده پنچم هجری است که پیمان متارکه جنگ میان دولتهای عباسی و روم به خط اوست.
بنت اقرع به چند دلیل جایگاهی نمایان دارد. نخست آنکه در تاریخ فرهنگ اسلامی وی نخستین زن خوشنویس ایرانی است که نامش ثبت شده، و دیگر اینکه وجود این گونه زن‌های خوشنویس و فاضله گواه برآن است که زنان آن عصر نیز هم‌راه مردان، برای گسترش معرفت و انتقال هنر و زیباشناسی به نسل‌های بعدی خدمت شایانی کرده‌اند.

## استادان
فاطمه بنت اقرع یکی از پیروان مشهور ابن بواب خوشنویس و مُذَهَّب معروف بود.

## زندگی
پدر فاطمه بنت اقرع از اشخاص فاضل و دانش دوست و به زمان خود بود و چنانکه آورده‌اند با علما و ادبا بغداد حشر و نشر داشته‌است. دربارهٔ زندگی و فعالیت بنت اقرع اطلاعات کمی دردست داریم، درمیان مورخین و نویسندگانی که راجع به او مطلبی نوشته اند، اطلاعات یاقوت حموی و ذهبی از اهمیت ویژه‌ای برخوردار است . خانواده فاطمه ازطبقه متوسط جامعه بغداد بوده و گذشتگانش دکان دار بوده‌اند و اغلب به کسب عطاری اشتغال داشتند، همین مسئله باعث شد که او را بنت اقرع خطاب می‌کنند.
طبق نوشته‌های مورخان، بعد از آنکه فاطمه بنت اقرع پیمان نامه متارکه جنگ میان دولت عباسی و روم را نوشت دردیوان خلیفه و میان خوشنویسان و اهل علم و ادب، اعتبار و ارزش بلندی یافت. فاطمه بنت اقرع، اما الفضل، نویسنده و کاتب معروفی بود. مردم خط او را نیکو می‌دانستند و به خاطر زیبایی خطش بسیار او را دوست می‌داشتند. فاطمه همان زنی است که برای نوشتن نامه صلح به امپراطوری روم از جانب خلیفه دعوت شده و نامه او ضرب‌المثل است. فاطمه بنت اقرع درروز چهار شنبه ۲۱ محرم سال ۴۸۰ هجری در بغداد فوت کرد.